# شهرستان میه‌خوف
شهرستان میه‌خوف (به لهستانی: Powiat Miechów) یک شهرستان در لهستان است که در استان لهستان کوچک‌تر واقع شده‌است. شهرستان میخوف ۶۷۶٫۷۳ کیلومتر مربع مساحت و ۵۰٬۷۶۹ نفر جمعیت دارد.